# Jersbek
Jersbek település Németországban, Schleswig-Holstein tartományban. Lakosainak száma 1788 fő (2023. december 31.).

## Népesség
A település népességének változása:
| Lakosok száma | 670  | 1707 | 1727 | 1781 | 1780 | 1788 |
|               | 1975 | 2017 | 2019 | 2021 | 2022 | 2023 |